# Lorentziella imbricata
Lorentziella imbricata là một loài Rêu trong họ Gigaspermaceae. Loài này được (Mitt.) Broth. mô tả khoa học đầu tiên năm 1903.